# 무함마드 이크발

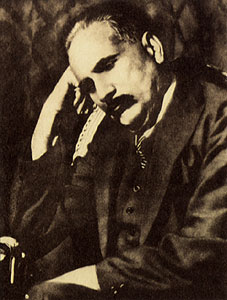
무함마드 이크발

무함마드 이크발(우르두어: علامہ سر محمد اقبال Muhammad Iqbal, 1877년 11월 9일 ~ 1938년 4월 21일)은 인도 근대의 우르두어, 페르시아어의 시인·사상가이다. 펀자브 주 시알코트에서 부유한 재단사의 아들로 태어나 라호르에서 생활하고 유럽에 유학하여 철학·법률을 전공, <페르시아 형이상학의 발달>로 학위를 받았다. 귀국 후 변호사를 개업하는 한편, 교육·정치 분야에서 활약하였고, 1930년 <파키스탄 구상(構想)>을 발표하였다.
자연이나 애국심을 읊은 우르두 시는 <방울 소리> <지브리르의 날개> 등의 시집에 수록되어 있다. 페르시아 시는 철학·신학적 경향의 작품이 많으며, 특히 시집 <자아(自我)의 비밀> <몰아(沒我)의 신비>를 발표하여 '자아 철학'을 확립하고, 인도-무슬림 지식층의 열광적인 지지를 받아 파키스탄 건국 운동의 사상적 지주로서의 역할을 하였다. 시집 <동양의 탁선(託宣)> <페르시아 찬가> 외에 만년의 작품 <영원의 서(書)>는 단테의 <신곡>의 본을 따서 꾸민 걸작이다. 영어로 된 강연집 <이슬람에서의 종교사상의 재건>은 사상사(思想史)에서 중요한 지위를 차지하고 있다.